# Claude Joseph Armand
Pour les articles homonymes, voir Armand.
Claude Joseph Armand, né le 19 novembre 1764 à Bourg (Ain), mort le 21 janvier 1840 à Bourg (Ain), est un militaire français de la Révolution et de l’Empire.

## États de service
Il entre en service le 14 mars 1782, comme fusilier au régiment de la Couronne, il passe caporal le 10 octobre 1785, et il obtient son congé le 14 avril 1788. 
Il reprend du service le 4 septembre 1791, comme lieutenant dans le 3e bataillon de volontaires de l’Ain, amalgamé en l’an IV à la 51e demi-brigade de ligne, devenue 51e régiment d’infanterie en l’an XII. Il est nommé adjudant-major le 12 décembre 1791, et il participe aux campagnes de 1792 à l’an II aux armées du Rhin et de la Moselle. Il est fait prisonnier le 2 juin 1794, à l’affaire de Kaiserslautern.
De retour en France le 14 juillet 1795, il prend part depuis cette époque jusqu’à l’an VII aux opérations de nos armées dans les Alpes, en Italie et en Belgique. Adjudant-major avec rang de chef de bataillon le 12 août 1799, en récompense des sages dispositions prises par lui, et qui amènent la destruction de 40 brigands qui désolent le département de la Dyle.
De l’an VIII à l’an X, il est appelé aux armées de Batavie et d’Allemagne. Il se distingue à plusieurs occasions, et il est blessé d’un coup de feu à la cuisse droite le 6 octobre 1799, lors de la bataille de Castricum. Le 25 février 1804, il est élevé au grade de chef de bataillon titulaire au 2e régiment d’infanterie légère, alors à l’armée des côtes de l’Océan, et il est fait chevalier de la Légion d’honneur le 14 juin suivant.
De 1805 à 1807, il participe aux campagnes d’Autriche, de Prusse et de Pologne avec la Grande Armée. Chargé du commandement supérieur des îles Wolin et Jiesdüm dans la Poméranie prussienne, il est surpris, attaqué et enveloppé dans la ville de Wolin le 6 janvier 1807, par 500 fantassins et 100 cavaliers prussiens protégés par 4 pièces d’artillerie. Il rallie sa garnison, forte seulement de 257 hommes, reprend l’offensive, culbute la cavalerie qui sabre déjà dans la ville, repousse l’ennemi sur tous les points, lui prend deux pièces de canons et ses caissons attelés, et fait 100 prisonniers, n’ayant à regretter qu’un seul homme tué et 21 blessés. L’Empereur lui donne la croix d’officier de la Légion d’honneur le 27 janvier 1807, et lui confie le 6 mai suivant, avec une colonne de 800 hommes d’élite, le soin de tenter la prise de l’île de Holm sous Dantzig. À une heure du matin, il débarque à la tête de 200 hommes, charge l’ennemi à la baïonnette, culbute les russes au nombre de 800, s’empare de 3 redoutes, de 17 pièces de canon, tue 300 hommes et fait 200 prisonniers. Ce coup de main hardi, lui vaut le 10 du même mois, le grade de colonel du 22e régiment d’infanterie de ligne, et le 2 août 1808, le titre de baron de l’Empire.
Ses services en 1808 et 1809, sur le Rhin et en Allemagne, lui méritent le 22 décembre 1809, le grade de commandeur de la Légion d’honneur. Il fait les campagnes de 1810 et 1811 en Espagne et au Portugal, et il est admis à la retraite le 2 juillet 1811. Il est fait chevalier de Saint-Louis le 16 janvier 1815.
Il meurt le 21 janvier 1840, à Bourg. 

## Dotation
- Dotation de 4 000 francs de rente annuelle sur les biens réservés en Westphalie le 17 mars 1808.

## Armoiries
| Figure | Nom du baron et blasonnement |
| ------ | --- |
|        | Armes du baron Claude Joseph Armand et de l'Empire, décret du 19 mars 1808, lettres patentes du 2 août 1808, commandeur de la Légion d'honneur D'azur à un dextrochère d'or mouvant du flanc senestre, tenant une bannière déployée aussi d'or et accompagnée de deux palmes d'argent ; au franc-quartier des barons militaires. |

## Sources
- A. Lievyns, Jean Maurice Verdot, Pierre Bégat, Fastes de la Légion-d'honneur, biographie de tous les décorés accompagnée de l'histoire législative et réglementaire de l'ordre, Tome 4, Bureau de l’administration, 1844, 640 p. (lire en ligne), p. 469.
- « La noblesse d’Empire » (consulté le 25 septembre 2017)
- Vicomte Révérend, Armorial du premier empire, tome 1, Honoré Champion, libraire, Paris, 1897, p. 20
- « Cote LH/50/13 », base Léonore, ministère français de la Culture
- Danielle Quintin et Bernard Quintin, Dictionnaires des colonels de Napoléon, S.P.M., 2013, 978 p. (ISBN 978-2-296-53887-0, lire en ligne), p. 48
- Revue du Lyonnaise, L. Boitel, 1873, p. 163.
- Commandant G. Dumont, Bataillons de volontaires nationaux, (cadres et historiques), Paris, Lavauzelle, 1914, p. 6.